# Brian Keefe
Brian Keefe (Winchester, 7 de abril de 1976) é um treinador norte-americano de basquete profissional que atualmente é o técnico principal do Washington Wizards da National Basketball Association (NBA).

## Primeiros anos
Keefe nasceu em Winchester, Massachusetts.
Como ala-armador na escola, ele foi o maior pontuador de todos os tempos da Winchester High School com média de 28 pontos. Seu recorde de 1.163 pontos permaneceu por 24 anos antes de ser quebrado em 2018. Keefe foi induzido ao Hall da Fama da Winchester Sport Foundation em 2004.
Keefe começou sua carreira universitária jogando na UC Irvine, onde foi nomeado capitão da equipe no segundo ano e incluído no Segundo Time da Big West na temporada de 1995-96, após liderar a equipe em pontos. Depois de se transferir para a UNLV para suas duas últimas temporadas, Keefe ajudou sua equipe a vencer o Torneio da WAC e a conquistarem uma vaga no Torneio da NCAA. Ele foi nomeado para o time do Torneio da WAC após fazer um recorde de 13 arremessos de três pontos no torneio. Durante sua temporada sênior em 1998-99, Keefe foi nomeado capitão da equipe e ajudou a UNLV a chegar ao NIT.

## Carreira de treinador

### Início de carreira
Keefe iniciou sua carreira de treinador como assistente graduado na Universidade do Sul da Flórida na temporada de 2000-01 antes de ser selecionado para ser assistente do técnico Max Good na Bryant University, em Smithfield, Rhode Island, por quatro temporadas (2001-05). Em sua última temporada, ele ajudou a equipe a conquistar uma vaga no Torneio da Divisão II da NCAA em 2005.

### Carreira na NBA
Keefe começou sua carreira no basquete profissional no San Antonio Spurs, onde atuou como coordenador de vídeo sob o comando do técnico Gregg Popovich, e conquistou um anel como parte do time campeão em 2007.
Keefe foi selecionado pelo ex-gerente assistente dos Spurs, Sam Presti, e pelo ex-assistente dos Spurs, PJ Carlesimo, para se juntar a eles na criação do que se tornaria o Oklahoma City Thunder. Ele ingressou na equipe como técnico assistente em 23 de agosto de 2007, quando o time ainda era o Seattle SuperSonics. Keefe tornou-se o responsável pelo desempenho da equipe, com a responsabilidade de desenvolver o jovem elenco do time, incluindo as escolhas de draft, Kevin Durant, Russell Westbrook e James Harden. Em 2010, Keefe tornou-se o coordenador defensivo do Thunder.
Após sete anos com o Thunder, Keefe juntou-se ao New York Knicks como assistente técnico sob o comando do técnico principal e ex-jogador do Thunder, Derek Fisher, onde se concentrou na defesa e no desenvolvimento do então novato Kristaps Porziņģis.
Em agosto de 2016, Keefe foi recrutado para ingressar na comissão técnica do Los Angeles Lakers como assistente técnico sob o comando do técnico principal Luke Walton, e tornou-se o coordenador defensivo da equipe em 2017. Keefe foi procurado por sua capacidade de desenvolver jogadores em grandes talentos e tornou-se responsável pelo desenvolvimento da equipe, incluindo Brandon Ingram. Em seu primeiro ano como coordenador defensivo dos Lakers, Keefe levou o time ao 12º lugar em defesa; a equipe havia terminado em 30º lugar no ano anterior.
Em julho de 2019, Keefe retornou à comissão técnica do Oklahoma City Thunder para liderar a defesa sob o comando do técnico Billy Donovan e assumiu a responsabilidade pelo desenvolvimento de Shai Gilgeous-Alexander.
Em 3 de agosto de 2021, Keefe foi contratado como assistente técnico do Brooklyn Nets, onde liderou a defesa. Ele se desligou dos Nets em maio de 2023.
Em julho de 2023, Keefe foi contratado como assistente técnico do Washington Wizards, e em 25 de janeiro de 2024, os Wizards anunciaram Keefe como técnico interino após Wes Unseld Jr. ser afastado de suas funções de treinador e movido para uma posição na diretoria. Em 29 de maio, os Wizards anunciaram que Keefe foi nomeado o 26º técnico principal da história da franquia.

## Recorde como treinador
| Time       | Ano     | Temporada regular | Temporada regular | Temporada regular | Temporada regular | Temporada regular     | Playoffs | Playoffs | Playoffs | Playoffs | Playoffs                 |
| Time       | Ano     | J                 | V                 | D                 | %                 | Classificação         | J        | V        | D        | %        | Resultado final          |
| ---------- | ------- | ----------------- | ----------------- | ----------------- | ----------------- | --------------------- | -------- | -------- | -------- | -------- | ------------------------ |
| Washington | 2023–24 | 39                | 8                 | 31                | .205              | 5° no Divisão Sudeste | —        | —        | —        | —        | Não foi para os playoffs |